# Francuski republikanski kalendar
Francuski republikanski kalendar (franc. calendrier républicain français) ili francuski revolucionarni kalendar (franc. calendrier révolutionnaire français), kalendar predložen tijekom Francuske revolucije. Francuska vlada rabila ga je oko dvanaest godina, od kasne 1793. do 1805.
Od 22. rujna 2013. do 21. rujna 2014. tekla bi 222. godina Republike (Année CCXXII de la République).

## Podrijetlo i glavne crte
Kalendar je oblikovao političar i agronom Charles Gilbert Romme, premda ga obično pripisuju pjesniku Fabre d'Églantine-u, koji je izmislio imena mjeseci. Usvojio ga je Nacionalni konvent, pod nadzorom Jakobinaca, 24. listopada 1793.
Godine se obično označavaju rimskim brojem i broje se od početka "Republikanskog doba" - 22. rujna 1792., dana kada je proglašena Prva Francuska Republika, dan nakon ukinuća monarhije. Tako rimski broj I označava prvu godinu republike, tj. godinu prije nego što je kalendar ušao u uporabu. Prvi dan svake godine uključuje jesenju ravnodnevicu. Kako bi se dobila godina republikanskog razdoblja treba oduzeti 1792 od godine u razdoblju između 1. siječnja i 22. ili 23. rujna odnosno 1791. do kraja prosinca. Na primjer, kraj 2013. godine bio bi 222. godina (2013-1791=222).
Određeno je 12 mjeseci od po 30 dana, svaki je podijeljen u tri desetodnevna tjedna nazvana dekade (décades). Deseti dan, décadi, je zamijenio nedjeljni dan kao dan odmora i svečanosti, što je dovodilo do sukoba s crkvom. Pet ili šest dana potrebnih da bi se dovršila tropska godina postavljeni su na kraju godine. 
Svaki dan je podijeljen u deset sati, svaki sat u 100 decimalnih minuta, a svaka decimalna minuta u 100 decimalnih sekundi. To znači da je decimalni sat trajao (običnih) 2 sata i 24 minuta, decimalna minuta - 1 minuta i 26,4 sekunde i decimalna sekunda - 0,86 običnih sekundi. Izrađivani su i satovi koji su prikazivali ovo decimalno vrijeme, ali ideja nije zaživjela, pa je obvezna uporaba suspendirana 7. travnja 1795. Neki su gradovi nastavili takvo računanje vremena do 1801.
Razdoblje od 4 godine koje se završavalo prijestupnim danom se trebao zvati Franciade. Prijestupna godina zvala se Sextile, što je aluzija na bisekstilne prijestupne godine iz julijanskog i gregorijanskog kalendara, jer je sadržavala šesti dopunski dan.
Katoličkoj crkvi u Francuskoj je Konkordatom iz 1801. vraćen službeni status. Ugovor je stupio na snagu o Uskrsu,  18. travnja 1802., njime su vraćena stara imena dana iz gregorijanskog kalendara, s nedjeljom kao danom odmora i bogoslužja, zadržavajući ostatak republikanskog kalendara.
Kalendar je na kraju ukinuo Napoleon, počevši od 1. siječnja 1806. (dan nakon 10. nivoza godine 14. [10 Nivôse an XIV]), malo više od 12 godina nakon njegovog uvođenja. Opet će nakratko biti korišten tijekom Pariške komune, od 6. do 23. svibnja 1871. (16 Floréal–3 Prairial An LXXIX). 
Revolucionarni kalendar tako nije zaživio, za razliku od metričkog sustava koji je istodobno razvijan i usvojen. 
Postoje mnoge tablice i programi za konverziju, uglavnom su ih stvorili genealozi. Neki entuzijasti u Francuskoj još rabe ovaj kalendar, više kao homege prošlosti nego radi praktičnosti.
Neki pravni tekstovi koji su usvojeni u vrijeme kada je republikanski kalendar bio služben, još su na snazi i citiraju ih s izvornim nadnevcima.

### Sličnosti s drugim kalendarima
Francuski republikanski kalendar ima istovjetnu strukturu (12 × 30 + 5 (ili 6) dana) kao i koptski kalendar, potomak egipatskog kalendara. Koptska nova godina je većinom 29. rujna po julijanskom kalendaru, što je u 18. stoljeću odgovaralo 9. rujnu po gregorijanskom (samo 13 dana prije početka godine po f. r. k.).

## Kritika i nedostaci kalendara
Prijestupne godine u kalendaru predmet su velikog spora, poradi proturječnih stavova u dekretu kojim je uveden.  Arhivirana inačica izvorne stranice od 17. ožujka 2013. (Wayback Machine). S jedne strane se određuje da je prvi dan godine istodobno i dan jesenje ravnodnevice (astronomski određen), a zatim da je dodatak obično potreban u razdoblju od četiri godine. Položaj dana ravnodnevice (ekvinoksa) ne mora pratiti četvorogodišnje intervale. Tako su prijestupne godine bile III, VII i XI, sljedeća je trebala biti XV pa XX, pet godina kasnije. 
Gilbert Rome je 19 Floréal An III (8. svibnja 1795.) u ime Odbora javnog obrazovanja predložio fiksno aritmetičko pravilo za određivanje prijestupnih godina. Njime je bila predviđena primjena istog pravila kao u gregorijanskom kalendaru (da godine djeljive s 4 budu prijestupne, osim većine djeljivih sa 100), samo da godina 4000. (posljednja godina desetog četiristogodišnjeg Razdoblja) bude prosta umjesto prijestupna. Pošto ovaj prijedlog nikada nije prihvaćen, nastavilo se s prvobitnim astronomskim pravilom, koje je isključivalo bilo kakvo aritmetičko pravilo. Prijedlogom je trebalo izbjeći neke neizvjesne prijestupne godine izazvane nepreciznošću astronomskog znanja 1790-ih (ovo čak i danas ima smisla zbog neizvjesnosti u ΔT). Npr. Odbor je zamijetio kako će ravnodnevica godine 144. biti u "11:59:40 popodne", što je mnogo bliže ponoći od 3 ili 4 minute inherentne neizvjesnosti.
Kalendar je ukinut jer je desetodnevni radni tjedan davao radnicima manje odmora (jedan od deset dana, umjesto jedan od sedam); jer je za početak godine odabran ekvinoks (pokretan nadnevak - fantastičan izvor zabune); i zato što je bio nesuglasan sekularnom ritmu sajmova i poljoprivrednih trgova.

## Poznatiji nadnevci
Vjerojatno najčuveniji nadnevak ovjekovječio je Karl Marx u naslovu svog pamfleta 18. brimer Luja Napoleona iz 1852. 18 Brumaire An VIII (9. studenog 1799.), kada je Napoleon uzeo vlast, smatra se krajem Francuske revolucije.
Još jedan čuveni nadnevak je 9 Thermidor An II (27. srpnja 1794.), dan kada se Konvent okrenuo protiv Robespierre-a, koji je s drugim Montanjarima, giljotiniran sljedećeg dana. Na osnovi tog događaja u marksistički rječnik ušao je izraz "termidorski" za revolucionare koji uništavaju revoluciju iznutra i okreću se protiv njenih pravih ciljeva. Npr. Trocki i njegove pristaše rabili su taj naziv za Staljina.
Roman Emila Zole Germinal uzima ime od kalendara, kao i jelo Jastog thermidor. Fregate klase Floréal nose imena republikanskih mjeseci.

## Mjeseci
Revolucionarni kalendar imao je 12 mjeseci od po 30 dana, kojima su dana imena iz prirode. Imena su kovanice iz latinskog, francuskog i grčkog jezika. Završeci naziva nazvani su po godišnjim dobima. Dolje su predočeni nazivi mjeseci i značenje:
- Jesen:
  - Vendémiaire (od latinskog vindemia, "berba grožđa") počinje 22., 23. ili 24. rujna
  - Brumaire (od francuskog brume, "izmaglica") počinje 22., 23. ili 24. listopada
  - Frimaire (od francuskog frimas, "mraz") počinje 21., 22. ili 23. studenog
- Zima:
  - Nivôse (od latinskog nivosus, "snježni") počinje 21., 22. ili 23. prosinca
  - Pluviôse (od latinskog pluviosus, "kišoviti") počinje 20, 21. ili 22. siječnja
  - Ventôse (od latinskog ventosus, "vjetroviti") počinje 19., 20. ili 21. veljače
- Proljeće:
  - Germinal (od latinskog germen, "sjeme") počinje 20. ili 21. ožujka
  - Floréal (od latinskog flos, floris, "cvijet") počinje 20. ili 21. travnja
  - Prairial (od francuskog prairie, "livada") počinje 20. ili 21. svibnja
- Ljeto:
  - Messidor (od latinskog messis, "žetva") počinje 19. ili 20. lipnja
  - Termidor (od grčkog thermos, "vrući") počinje 19. ili 20. srpnja
  - Fructidor (od latinskog fructus, "plod") počinje 18. ili 19. kolovoza

U Engleskoj su protivnici Revolucije ismijavali kalendar imenima: Wheezy, Sneezy and Freezy ("Zviždavi" [kao pri disanju], "Kijavi" i "Ukočanjeni"); Slippy, Drippy and Nippy ("Klizavi", "Kapavi" i "Štipavi" [kao mraz]); Showery, Flowery and Bowery ("Pljuštavi", "Nacifrani" i "Čardaklijski"); Wheaty, Heaty and Sweety ("Pšenični", "Vrući" i "Slatki").

## Deset dana dekade
Mjesec je podijeljen u tri dekade (décades) od po deset dana, jednostavno nazvane po rednom broju:
- primidi (prvi dan)
- duodi (drugi dan)
- tridi (treći dan)
- quartidi (četvrti dan)
- quintidi (peti dan)
- sextidi (šesti dan)
- septidi (sedmi dan)
- octidi (osmi dan)
- nonidi (deveti dan)
- décadi (deseti dan)

Dekade su napuštene u travnju 1802., prema Konkordatu.

## Dani u godini
Tradicionalni katolički kalendar posvetio je svaki dan nekom svecu. Da bi bio raskid s vjerskom tradicijom, svaki dan je dobio posvetu: velika većina biljkama ili, u zimskom Nivôse-u, mineralima; dani koji se završavaju s "5" životinjama i dani koji se završavaju s "0" (décadi) alatima, uglavnom poljoprivrednim.
U tablici su dane posvete danima, u francuskom izvorniku i hrvatskom prijevodu (odn. engleskom kod slabije poznatih biljaka, kurzivom). Označeni su i neki gregorijanski nadnevci (približno svaki peti) radi lakšeg snalaženja. Treba imati u vidu raspored prijestupnih godina (počinje li godina 22. ili 23. rujna, pogledaj dolje Prebacivanje u gregorijanski kalendar)

### Jesen
| Vendémiaire (22. rujna ~ 21. listopada) | Brumaire (22. listopada ~ 20. prosinca) | Frimaire (21. prosinca ~ 20. studenog) |
| --- | --- | --- |
| 1. Raisin (Grožđe) 2. Safran (Šafran) 3. Châtaigne (Kesten) 4. Colchique (Mrazovac) 25. rujna 5. Cheval (Konj) 6. Balsamine (Balzaminka, prskavac) 7. Carotte (Mrkva) 8. Amarante (Amarant, štir) 9. Panais (Paškanat/Pastrnjak) 10. Cuve (Bačva, kaca) 1. 10. 11. Pomme de terre (Krumpir) 12. Immortelle (npr. Smilje) 13. Potiron (Kalabaza) 14. Réséda (Rezeda, ljubimac) 5. listopada 15. Âne (Magarac) 16. Belle de nuit (Noćna frajla) 17. Citrouille (Tikva) 18. Sarrasin (Heljda) 19. Tournesol (Suncokret) 10. listopada 20. Pressoir (Presa za grožđe) 21. Chanvre (Konoplja) 22. Pêche (Breskva) 23. Navet (Repa) 24. Amaryllis (Amarilis) 15. listopada 25. Bœuf (Krava) 26. Aubergine (Plavi patlidžan) 27. Piment (Papar) 28. Tomate (Rajčica) 29. Orge (Ječam) 30. Tonneau (Vinsko bure) | 1. Pomme (Jabuka) 2. Céleri (Celer) 3. Poire (Kruška) 4. Betterave (Cikla) 25. listopada 5. Oie (Guska) 6. Héliotrope (Heliotrop, sunčac) 7. Figue (Smokva) 8. Scorsonère (Zmijak) 9. Alisier (Divlja oskoruša) 10. Charrue (Plug) 11. Salsifis (Turovet) 1. studenog 12. Macre (Vodeni čičak) 13. Topinambour (Čičoka) 14. Endive (Endivija, žućanica) 15. Dindon (Pura) 5. studenog 16. Chervis (Vodena drezga) 17. Cresson (vodena grbaštica, ugas) 18. Dentelaire (Blitvina) 19. Grenade (Nar) 20. Herse (Drljača) 10. studenog 21. Bacchante (Divlji đumbir) 22. Azerole (Acerola, barbadoska trešnja) 23. Garance (Broć) 24. Orange (naranča) 25. Faisan (Fazan) 15. studenog 26. Pistache (Pistaćo, morski lješnjak) 27. Macjonc (Orašak) 28. Coing (Dunja) 29. Cormier (Oskoruša) 30. Rouleau (Valjak) | 1. Raiponce (Motovilka) 2. Turneps (Repa) 3. Chicorée (cigura) 4. Nèfle (Mušmula) 5. Cochon (Svinja) 25. studenog 6. Mâche (Matovilac) 7. Chou-fleur (Cvjetača) 8. Miel (Med) 9. Genièvre (Kleka, obična borovica) 10. Pioche (Pijuk, budak) 11. Cire (Vosak) 1. prosinca 12. Raifort (Hren) 13. Cèdre (Cedar) 14. Sapin (Jela) 15. Chevreuil (Srna) 5. prosinca 16. Ajonc (Štipavica) 17. Cyprès (Čempres, kiparis) 18. Lierre (Bršljan) 19. Sabine (Somina) 20. Hoyau (Motika) 10. prosinca 21. Érable sucré (Kanadski javor) 22. Bruyère (Vrijes) 23. Roseau (Trska) 24. Oseille (Kiseljak) 25. Grillon (Cvrčak) 15. prosinca 26. Pignon (Pinjol, borova sjemenka) 27. Liège (Pluta) 28. Truffe (Tartuf, gomoljika) 29. Olive (Maslina) 30. Pelle (Lopata) |

### Zima
| Nivôse (21. studenog ~ 19. siječnja) | Pluviôse (20. siječnja ~ 18. veljače) | Ventôse (19. veljače ~ 20. ožujka) |
| --- | --- | --- |
| 1. Tourbe (Treset) 2. Houille (Ugljen) 3. Bitume (Bitumen) 4. Soufre (Sumpor) 5. Chien (Pas) 25. prosinca 6. Lave (Lava) 7. Terre végétale (Gornji sloj tla) 8. Fumier (gnojivo) 9. Salpêtre (salitra) 10. Fléau (Cijep) 11. Granit (Granit) 12. Argile (Glina) 1. siječnja 13. Ardoise (Škriljac) 14. Grès (Pješčenjak) 15. Lapin (Pitomi zec) 16. Silex (Kremen) 5. siječnja 17. Marne (Lapor) 18. Pierre à chaux (Vapnenac) 19. Marbre (Mramor) 20. Van (Košara za ovejavanje) 21. Pierre à plâtre (Gips) 10. siječnja 22. Sel (Sol) 23. Fer (Željezo) 24. Cuivre (Bakar) 25. Chat (Mačka) 26. Étain (Kositar) 15. siječnja 27. Plomb (Olovo) 28. Zinc (Cink) 29. Mercure (Živa) 30. Crible (Sito) | 1. Lauréole (lovorolisni likovac) 2. Mousse (Mahovina) 3. Fragon (Kostrika) 4. Perce-neige (Visibaba) 5. Taureau (Bik) 6. Laurier-thym (Šibikovina) 25. siječnja 7. Amadouvier (Trud [gljiva]) 8. Mézéréon (Likovac) 9. Peuplier (Topola) 10. Coignée (Sjekira) 11. Ellébore (Čemerika) 12. Brocoli (Prokule) 13. Laurier (Lovor) 1. veljače 14. Avelinier (Lijeska) 15. Vache (Krava) 16. Buis (Šimšir) 17. Lichen (Lišaj) 5. veljače 18. If (Tisa) 19. Pulmonaire (Medunak, plućnjak) 20. Serpette (Kosijer) 21. Thlaspi (Stisnuša?) 22. Thimelé (Crveni jeremičak) 10. veljače 23. Chiendent (Pirevina) 24. Trainasse (Srčenica) 25. Lièvre (Zec) 26. Guède (Sinj, sinjavica) 27. Noisetier (Lijeska) 15. veljače 28. Cyclamen (Ciklama) 29. Chélidoine (Rusa, žuta trava) 30. Traîneau (Sanke) | 1. Tussilage (Podbjel) 2. Cornouiller (Dren, Sviba) 3. Violier (Šeboj) 4. Troène (Kalina, mečkovac) 5. Bouc (Jarac) 6. Asaret (Divlji đumbir, isiot) 7. Alaterne (Pasjakovina) 25. veljače 8. Violette (Ljubičica) 9. Marceau (Vrba iva) 10. Bêche (Ašov) 11. Narcisse (Narcis, sunovrat) 1. ožujka 12. Orme (Brijest) 13. Fumeterre (Dimnjača) 14. Vélar (Gorušica, slačica) 15. Chèvre (Koza) 5. ožujka 16. Épinard (Špinat) 17. Doronic (Divokozjak) 18. Mouron (Bedrinac, mokrica) 19. Cerfeuil (Krbuljica, trstika) 20. Cordeau (Kanap, uže) 10. ožujka 21. Mandragore (Mandragora) 22. Persil (Peršin) 23. Cochléaria (npr. Kašikara) 24. Pâquerette (Krasuljak) 25. Thon (Tuna, tunj) 15. ožujka 26. Pissenlit (Maslačak) 27. Sylve (Šuma) 28. Capillaire (Viline vlasi, papraca) 29. Frêne (Jasen) 30. Plantoir (Sadilica) |

### Proljeće
| Germinal (21. ožujka ~ 19. travnja) | Floréal (20. travnja ~ 19. svibnja) | Prairial (20. svibnja ~ 18. lipnja) |
| --- | --- | --- |
| 1. Primevère (Jagorčevina, jaglika) 2. Platane (Platan) 3. Asperge (Asparagus, špargla/šparga) 4. Tulipe (Lala, tulipan) 5. Poule (Kokoš) 25. ožujka 6. Bette (Blitva) 7. Bouleau (Breza) 8. Jonquille (Žuti narcis) 9. Aulne (joha) 10. Couvoir (Mrijestilište) 11. Pervenche (Zimzelen) 12. Charme (Grab) 1. travnja 13. Morille (Smrčak) 14. Hêtre (Bukva) 15. Abeille (Pčela) 16. Laitue (Zelena salata) 5. travnja 17. Mélèze (Ariš) 18. Ciguë (Kukuta) 19. Radis (Rotkva) 20. Ruche (Košnica) 21. Gainier (Judino drvo) 10. travnja 22. Romaine (Rimska salata, marula) 23. Marronnier (Kesten [drvo]) 24. Roquette (Rukola) 25. Pigeon (Golub) 26. Lilas (Jorgovan) 15. travnja 27. Anémone (Breberina, sasa) 28. Pensée (maćuhica) 29. Myrtille (Borovnica) 30. Greffoir (Nož) | 1. Rose (Ruža) 2. Chêne (Hrast) 3. Fougère (Paprat, bujad) 4. Aubépine (Glog) 5. Rossignol (Slavuj) 6. Ancolie (Pakujac) 25. travnja 7. Muguet (Đurđevak) 8. Champignon (Šampinjon) 9. Hyacinthe (Zumbul) 10. Râteau (Grabulje) 11. Rhubarbe (Raven, rabarbara) 12. Sainfoin (Djetelina, grahorica) 1. svibnja 13. Bâton-d'or (Šeboj) 14. Chamérops (Palma) 15. Ver à soie (Svilena buba) 16. Consoude (Gavez) 5. svibnja 17. Pimprenelle (Dinjica) 18. Corbeille d'or (Aurinija, planičak) 19. Arroche (Divlja loboda) 20. Sarcloir (Vrtna motika) 21. Statice (Morska lavanda) 10. svibnja 22. Fritillaire (Fritilarija) 23. Bourrache (Boražina) 24. Valériane (Valerijana, odoljen) 25. Carpe (Šaran) 26. Fusain (Euonymus) 15. svibnja 27. Civette (Vlasac, drobnjak) 28. Buglosse (Lisičina, volujak) 29. Sénevé (Poljska gorušica) 30. Houlette (Pastirski štap) | 1. Luzerne (Lucerka) 2. Hémérocalle (Dnevni ljiljan) 3. Trèfle (Djetelina) 4. Angélique (Angelika, siriš) 5. Canard (Patka) 6. Mélisse (Matičnjak) 25. svibnja 7. Fromental (Francuski ljulj) 8. Martagon (Turban ljiljan, zlatan) 9. Serpolet (Majčina dušica) 10. Faux (Kosa [alat]) 11. Fraise (Jagoda) 12. Bétoine (Kudravac, ranjenica) 13. Pois (Grašak) 1. lipnja 14. Acacia (Akacija) 15. Caille (Prepelica) 16. Œillet (Karanfil) 17. Sureau (Zova) 5. lipnja 18. Pavot (Mak) 19. Tilleul (Lipa) 20. Fourche (Vile) 21. Barbeau (Različak) 22. Camomille (Kamilica) 10. lipnja 23. Chèvrefeuille (Orlovi nokti) 24. caille-lait (Broć) 25. Tanche (Linjak) 26. Jasmin (Jasmin) 27. Verveine (Verbena) 15. lipnja 28. Thym (Timijan) 29. Pivoine (Božur, peonija) 30. Chariot (Ručna kolica) |

### Ljeto
| Messidor (19. srpnja ~ 18. srpnja) | Thermidor (19. kolovoza ~ 17. rujna) | Fructidor (18. kolovoza ~ 16. rujna) |
| --- | --- | --- |
| 1. Seigle (Raž) 2. Avoine (Ovas, zob) 3. Oignon (Crni luk) 4. Véronique (Razgon) 5. Mulet (Mazga) 6. Romarin (Ružmarin) 7. Concombre (Krastavac) 25. lipnja 8. Échalote (Vlašac, aljma) 9. Absinthe (Pelen) 10. Faucille (Srp) 11. Coriandre (Korijander) 12. Artichaut (Artičoka) 13. Girofle (Karanfilić) 1. srpnja 14. Lavande (Lavanda, despić) 15. Chamois (Divokoza) 16. Tabac (Duhan) 17. Groseille (Crvena ribizla) 5. srpnja 18. Gesse (Zmijočica) 19. Cerise (Trešnja) 20. Parc (Park) 21. Menthe (Nana, metvica) 22. Cumin (Kumin) 10. srpnja 23. Haricot (Grah) 24. Orcanète (Kana) 25. Pintade (Biserka) 26. Sauge (kadulja) 27. Ail (češnjak) 15. srpnja 28. Vesce (Grahorica) 29. Blé (Pšenica) 30. Chalémie (Šalmaj) | 1. Épeautre (Jednozrna pšenica) 2. Bouillon blanc (Divizma, vučji rep) 3. Melon (Medna dinja) 4. Ivraie (Ljuljica, ljuljika) 5. Bélier (Ovan) 6. Prêle (Rastavić, konjogriz) 7. Armoise (Divlji pelin) 25. srpnja 8. Carthame (Šafranika) 9. Mûre (Kupina) 10. Arrosoir (Kanta za zaljevanje) 11. Panis (Divlji proso, muhar?) 12. Salicorne (Vijoš) 13. Abricot (Marelica) 14. Basilic (Bosiljak) 1. kolovoza 15. Brebis (Ovca) 16. Guimauve (Bijeli sljez) 17. Lin (Lan) 18. Amande (Badem) 5. 8. 19. Gentiane (Gorčica) 20. Écluse (Brava) 21. Carline (Vilino sito, kravljak) 22. Câprier (Kapar) 23. Lentille (Leća, sočivo) 10. kolovoza 24. Aunée (Lijepa kata) 25. Loutre (Vidra) 26. Myrte (Mirta) 27. Colza (Uljana repica) 28. Lupin (Obrnika) 15. kolovoza 29. Coton (Pamuk) 30. Moulin (Mlin) | 1. Prune (Šljiva) 2. Millet (Proso) 3. Lycoperdon (Puhara) 20. kolovoza 4. Escourgeon (Šestoredni ječam) 5. Saumon (Losos) 6. Tubéreuse (Tuberoza) 7. Sucrion (Ozimi ječam) 8. Apocyn (Apocynum) 25. kolovoza 9. Réglisse (Sladić, slatki korijen) 10. Échelle (ljestve) 11. Pastèque (Lubenica) 12. Fenouil (Morač, divlja mirođija) 13. Épine vinette (Žutika, šimširika) 14. Noix (Orah) 15. Truite (pastrva) 1. rujna 16. Citron (Limun) 17. Cardère (Češlja) 18. Nerprun (Pasjakovina, krkavina) 19. Tagette (Kadifica) 5. rujna 20. Hotte (Džak, vreća) 21. Églantier (Divlja ruža, šipurak) 22. Noisette (Lješnjak) 23. Houblon (Hmelj) 24. Sorgho (Sirak) 10. rujna 25. Écrevisse (Rak) 26. Bigarade (Gorka naranča) 27. Verge d'or (Zlatošipka) 28. Maïs (Kukuruz) 29. Marron (Kesten) 15. rujna 30. Panier (košara) |

### Dopunski dani
Pet dodatnih dana (odn. šest u prijestupnoj godini) bili su nacionalni praznici na kraju svake godine. Prvo su ih nazivali "sankilotide" (les sans-culottides) po sankilotima (sans-culottes) ali nakon godine III (1795.) jednostavno kao les jours complémentaires:
- La Fête de la Vertu "Dan vrline" - 17. ili 18. rujna
- La Fête du Génie "Dan talenta" - 18. ili 19. rujna
- La Fête du Travail "Dan rada" - 19. ili 20. rujna
- La Fête de l'Opinion "Dan mnijenja" - 20. ili 21. rujna
- La Fête des Récompenses "Dan nagrada" - 21. ili 22. rujna
- La Fête de la Révolution "Dan Revolucije" - 22. ili 23. rujna (prijestupne godine)

## Prebacivanje u gregorijanski kalendar
Kalendar je ukinut u godini XIV (1805.). Razlikuju se mišljenja oko metode po kojoj bi bile određivane prijestupne godine da je kalendar još na snazi. Postoje bar četiri hipoteze koje se koriste pri prebacivanju nadnevaka u gregorijanski kalendar:
- Prijestupne godine bi i dalje varirale tako da svaka nova godina (1. vandemijer) bude na jesenju ravnodnevicu, kako je bilo od I do XIV godine. Ovo je bio jedina metoda u zakonskoj uporabi, premda je ponekad prolazilo pet godina između prijestupnih.  Arhivirana inačica izvorne stranice od 17. ožujka 2013. (Wayback Machine)
- Prema Romovom prijedlogu, nakon 15. godine prijestupna bi bila 20., nakon čega bi padala na svaku godinu djeljivu s četiri (20, 24, 28...), osim većine sekularnih godina (djeljivih sa 100). Ovo bi pojednostavnilo prebacivanje na gregorijanski kalendar jer bi republikanski prijestupni dan uglavnom slijedio koji mjesec nakon 29. veljače, na kraju svake godine djeljive s četiri, tako da bi republikanska nova godina uvijek bila 22. rujna za cijelo treće stoljeće republikanskog razdoblja.
- Prijestupne godine bi se nastavile fiksnim pravilom svake četiri godine od posljednje (dakle 15, 19, 23, 27...), prijestupni dan bi bio dodavan pred godinu djeljivu s četiri (umjesto nakon), osim većine sekularnih godina. Ovo pravilo ima prednost jer je jednostavno za računanje i kontinualno je sa svakom godinom u kojoj je kalendar bio služben. Nakon napuštanja kalendara, u Francuskoj su uporabom ovog pravila odtiskane konkordanse za određivanje nadnevaka u dugoročnim ugovorima.
- Počevši od godine 20, godine djeljive s četiri su prijestupne, osim ako su djeljive sa 128 (jer je potrebno 128 godina prosječnog trajanja 365,25 dana da se nagomila greška od jednog dana, koja bi se ovim pravilom eliminirala). Nadnevak Republikanske nove godine ostaje na 23. srpnja svake godine od 129. do 256.  (1920. – 2047.).  Arhivirana inačica izvorne stranice od 23. svibnja 2020. (Wayback Machine). Ali ovakav način interkalacije je predložen kasnije u 19. stoljeću (Johann Heinrich von Mädler).

Sljedeća tablica pokazuje kada neke godine republikanskog doba počinju po gregorijanskom kalendaru, prema prethodne četiri metode ("*" - prijestupna godina, dodatni dan na kraju):
| r.e.          | n.e.    | Ravnodnevica (ruj.) | Romme (ruj.) | Kontinualno (ruj.) | 128-godišnji (ruj.) |
| ------------- | ------- | ------------------- | ------------ | ------------------ | ------------------- |
| CCXVIII (218) | 2009-10 | 22.                 | 22.          | 22.                | 23.                 |
| CCXIX (219)   | 2010-11 | 23.                 | 22.          | 22.*               | 23.                 |
| CCXX (220)    | 2011-12 | 23.                 | 22.*         | 23.                | 23.*                |
| CCXXI (221)   | 2012-13 | 22.                 | 22.          | 22.                | 23.                 |
| CCXXII (222)  | 2013-14 | 22.*                | 22.          | 22.                | 23.                 |
| CCXXIII (223) | 2014-15 | 23.                 | 22.          | 22.*               | 23.                 |
| CCXXIV (224)  | 2015-16 | 23.                 | 22.*         | 23.                | 23.*                |
| CCXXV (225)   | 2016-17 | 22.                 | 22.          | 22.                | 23.                 |

## Vanjske poveznice
(na engleskom, francuskom, španjolskom)
- Prebacivač nadnevaka za ovaj i još mnoge kalendare
- Antique Decimal Watches
- Dials & Symbols of the French revolution. The Republican Calendar and Decimal time.
- Brumaire - The Republican Calendar, with Windows and Mac OS X applications, including a Dashboard's widget. (fr es en eo pt de nl)
- Another Republican calendar page, with an alternative Dashboard's widget